# Strongylognathus afer
Strongylognathus afer är en myrart som beskrevs av Carlo Emery 1884. Strongylognathus afer ingår i släktet Strongylognathus och familjen myror. IUCN kategoriserar arten globalt som sårbar. Inga underarter finns listade i Catalogue of Life.